# Carlos Peinado
Carlos J. Peinado Stagnero (Montevideo, 23 dicembre 1954) è un ex cestista e commentatore televisivo uruguaiano.

## Carriera
Con l'Uruguay ha disputato i Giochi olimpici di Los Angeles 1984, due edizioni dei Campionati mondiali (1982, 1986) e due dei Campionati americani (1984, 1988).